# Кавели (Савона)
Кавели је насеље у Италији у округу Савона, региону Лигурија.
Према процени из 2011. у насељу је живело 19 становника. Насеље се налази на надморској висини од 293 м.